# Rosso cresolo
Il rosso cresolo è un indicatore acido-base con intervallo di viraggio a pH 7,2-8,8. La forma acida è colorata in giallo mentre quella basica è rossa.
A temperatura ambiente si presenta come un solido verde dall'odore aromatico.